# Nature Valley Open 2018
Nature Valley Open 2018, známý také pod názvem Nottingham Open 2018, byl společný tenisový turnaj mužského okruhu ATP Challenger Tour a ženského okruhu WTA Tour, který se odehrával v Nottingham Tennis Centre na otevřených travnatých dvorcích v britském Nottinghamu. Konal se od 11. do 17. června 2018 jako 23. ročník mužské části a 8. ročník ženské poloviny turnaje.
Mužská polovina se stala součástí ATP Challenger Tour, jakožto událost s rozpočtem 127 000 eur. Ženská část se řadila do kategorie WTA International Tournaments s dotací 250 000 dolarů.
Nejvýše nasazeným hráčem v mužské dvouhře se stal Brit Cameron Norrie z konce první světové stovky. V ženském singlu plnila roli turnajové jedničky sedmnáctá hráčka žebříčku 	Ashleigh Bartyová z Austrálie. Jako poslední přímí účastníci do dvouher nastoupili australský 176. tenista pořadí Marc Polmans a polská 141. žena klasifikace Magdalena Fręchová.
Poprvé se generálním partnerem travnatých turnajů v Nottinghamu, Birminghamu a Eastbourne stala americká potravinářská společnost Nature Valley.
První kariérní challenger v mužské dvouhře vybojoval 19letý Australan Alex de Minaur. Druhou deblovou trofej v rámci challengerů si odvezla dánsko-britská dvojice Frederik Nielsen a Joe Salisbury. V ženském singlu potvrdila roli favoritky 22letá Australanka Ashleigh Bartyová, jež vybojovala druhý titul na okruhu WTA Tour. Premiérovou společnou trofej ve čtyřhře si připsal polsko-americký pár Alicja Rosolská a Abigail Spearsová.

## Rozdělení bodů a finančních odměn

### Rozdělení bodů
| Soutěž       | vítězové | finalisté | semifinalisté | čtvrtfinalisté | 16 v kole | 32 v kole | Q  | Q3 | Q2 | Q1 |
| ------------ | -------- | --------- | ------------- | -------------- | --------- | --------- | -- | -- | -- | -- |
| dvouhra mužů | 125      | 75        | 45            | 25             | 10        | 0         | 12 | 6  | 0  | 0  |
| čtyřhra mužů | 125      | 75        | 45            | 25             | 0         | —         | —  | —  | —  | —  |
| dvouhra žen  | 280      | 180       | 110           | 60             | 30        | 1         | 18 | 14 | 10 | 1  |
| čtyřhra žen  | 280      | 180       | 110           | 60             | 1         | —         | —  | —  | —  | —  |

### Finanční odměny
| Soutěž                                | vítězové | finalisté | semifinalisté | čtvrtfinalisté | 16 v kole | 32 v kole | Q3 | Q2     | Q1   |
| ------------------------------------- | -------- | --------- | ------------- | -------------- | --------- | --------- | -- | ------ | ---- |
| dvouhra mužů                          | €18 290  | €10 770   | €6 370        | €3 710         | €2 180    | €1 320    | €0 | €0     | —    |
| dvouhra žen                           | $43 000  | $21 400   | $11 500       | $6 175         | $3 400    | $2 100    | $0 | $1 020 | $600 |
| čtyřhra mužů                          | €7 870   | €4 570    | €2 740        | €1 630         | €920      | —         | —  | —      | —    |
| čtyřhra žen                           | $12 300  | $6 400    | $3 435        | $1 820         | $960      | —         | —  | —      | —    |
| částka ve čtyřhrách je uvedena na pár |          |           |               |                |           |           |    |        |      |

## Dvouhra mužů

### Nasazení
| Stát                           | Hráč                | ATP  | Nasazení |
| ------------------------------ | ------------------- | ---- | -------- |
| Spojené království             | Cameron Norrie      | 85.  | 1.       |
| Austrálie                      | Alex de Minaur      | 96.  | 2.       |
| Itálie                         | Thomas Fabbiano     | 115. | 3.       |
| Bělorusko                      | Ilja Ivaška         | 119. | 4.       |
| Indie                          | Ramkumar Ramanathan | 121. | 5.       |
| Kanada                         | Peter Polansky      | 124. | 6.       |
| Ukrajina                       | Serhij Stachovskyj  | 127. | 7.       |
| USA                            | Michael Mmoh        | 131. | 8.       |
| Žebříček ATP k 28. květnu 2018 |                     |      |          |

### Jiné formy účasti
Následující hráči obdrželi divokou kartu do hlavní soutěže:
- Jay Clarke
- George Loffhagen
- Alexander Ward
- James Ward

Následující hráč obdržel do hlavní soutěže zvláštní výjimku:
- Alex de Minaur
- Dan Evans

Následující hráč využil k účasti v hlavní soutěži žebříčkové ochrany:
- Jürgen Melzer

Následující hráči postoupili z kvalifikace:
- Tobias Kamke
- Frederik Nielsen
- Brayden Schnur
- Tobias Simon

Následující hráči postoupili z kvalifikace jako tzv. šťastní poražení:
- Christopher Eubanks
- Dominik Koepfer

## Mužská čtyřhra

### Nasazení
| Stát                                                                                    | Hráč            | Stát               | Hráč                | ATP  | Nasazení |
| --------------------------------------------------------------------------------------- | --------------- | ------------------ | ------------------- | ---- | -------- |
| Spojené království                                                                      | Ken Skupski     | Spojené království | Neal Skupski        | 116. | 1.       |
| Austrálie                                                                               | Matt Reid       | Kanada             | Adil Shamasdin      | 210. | 2.       |
| Spojené království                                                                      | Luke Bambridge  | Spojené království | Jonny O'Mara        | 217. | 3.       |
| USA                                                                                     | Austin Krajicek | Indie              | Džívan Nedunčežijan | 228. | 4.       |
| Žebříček ATP k 28. květnu 2018; číslo je součtem žebříčkového postavení obou členů páru |                 |                    |                     |      |          |

### Jiné formy účasti
Následující páry obdržely divokou kartu do hlavní soutěže:
- Jay Clarke
 Marcus Willis
- Liam Broady
 Scott Clayton
- Aidan McHugh
 Cameron Norrie

## Ženská dvouhra

### Nasazení
| Stát                           | Hráčka                | WTA | Nasazení |
| ------------------------------ | --------------------- | --- | -------- |
| Austrálie                      | Ashleigh Bartyová     | 17. | 1.       |
| Slovensko                      | Magdaléna Rybáriková  | 18. | 2.       |
| Japonsko                       | Naomi Ósakaová        | 20. | 3.       |
| Spojené království             | Johanna Kontaová      | 21. | 4.       |
| Rumunsko                       | Mihaela Buzărnescuová | 33. | 5.       |
| Chorvatsko                     | Donna Vekićová        | 50. | 6.       |
| Kazachstán                     | Zarina Dijasová       | 51. | 7.       |
| Itálie                         | Camila Giorgiová      | 57. | 8.       |
| Žebříček WTA k 28. květnu 2018 |                       |     |          |

### Jiné formy účasti
Následující hráčky obdržely divokou kartu do hlavní soutěže:
- Katie Boulterová
- Samantha Stosurová
- Gabriella Taylorová

Následující hráčky postoupily z kvalifikace:
- Irina Falconiová
- Danielle Laová
- Elena-Gabriela Ruseová
- Valerija Savinychová
- Katie Swanová
- Čeng Saj-saj

### Odhlášení
před zahájením turnaje
- Catherine Bellisová → nahradila ji  Kurumi Naraová
- Ana Bogdanová → nahradila ji  Tuan Jing-jing
- Madison Brengleová → nahradila ji  Dalila Jakupovićová
- Christina McHaleová → nahradila ji  Věra Lapková
- Monica Niculescuová → nahradila ji  Kristie Ahnová
- Mónica Puigová → nahradila ji  Denisa Alertová
- Maria Sakkariová → nahradila ji  Arina Rodionovová

### Skrečování
- Zarina Dijasová (poranění levého kolena)[3]

## Ženská čtyřhra

### Nasazení
| Stát                                                                                    | Hráčka              | Stát               | Hráčka                | WTA  | Nasazení |
| --------------------------------------------------------------------------------------- | ------------------- | ------------------ | --------------------- | ---- | -------- |
| Ukrajina                                                                                | Ljudmyla Kičenoková | Rusko              | Alla Kudrjavcevová    | 78.  | 1.       |
| Ukrajina                                                                                | Nadija Kičenoková   | Austrálie          | Anastasia Rodionovová | 85.  | 2.       |
| Polsko                                                                                  | Alicja Rosolská     | USA                | Abigail Spearsová     | 89.  | 3.       |
| Čínská Tchaj-pej                                                                        | Čan Chao-čching     | Spojené království | Laura Robsonová       | 116. | 4.       |
| Žebříček WTA k 28. květnu 2018; číslo je součtem žebříčkového postavení obou členů páru |                     |                    |                       |      |          |

### Jiné formy účasti
Následující pár obdržel divokou kartu do hlavní soutěže:
- Katie Boulterová /  Katie Swanová

### Odhlášení
v průběhu turnaje
- Zarina Dijasová (poranění levého kolena)[3]
- Donna Vekićová

## Přehled finále

### Mužská dvouhra
- Alex de Minaur vs.  Dan Evans 7–6(7–4), 7–5

### Ženská dvouhra
- Ashleigh Bartyová vs.  Johanna Kontaová, 6–3, 3–6, 6–4

### Mužská čtyřhra
- Frederik Nielsen /  Joe Salisbury vs.  Austin Krajicek /  Džívan Nedunčežijan, 7–6(7–5), 6–1

### Ženská čtyřhra
- Alicja Rosolská /  Abigail Spearsová vs.  Mihaela Buzărnescuová /  Heather Watsonová, 6–3, 7–6(7–5)